# Carence en vitamine B 12
 Mise en garde médicale
La carence en vitamine B 12, également connue sous le nom de carence en cobalamine, est un état pathologique caractérisé par un faible taux de vitamine B 12 dans le sang et les tissus.

## Signes

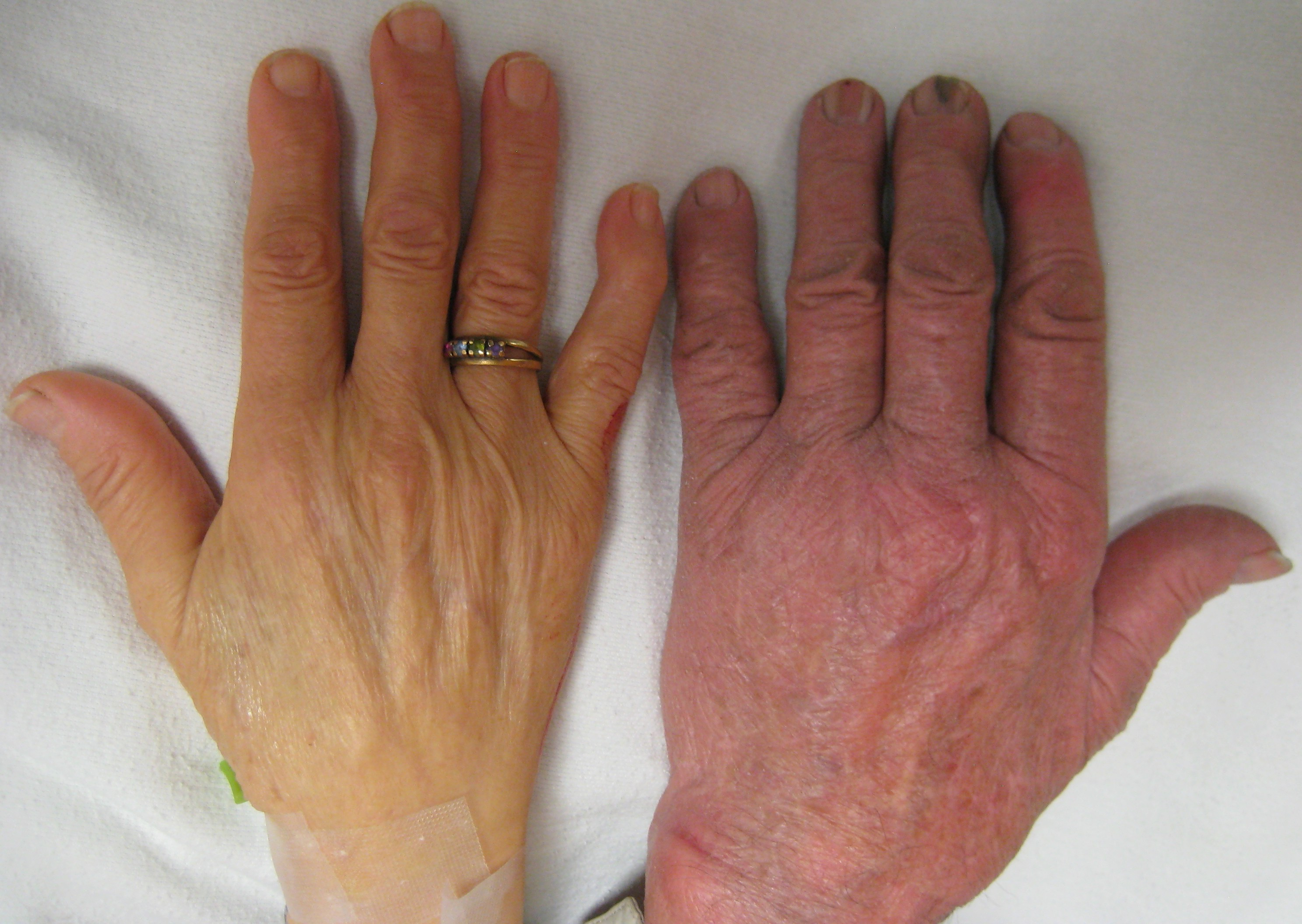
Pâleur de la peau de la main d'une femme souffrant d'anémie sévère (à gauche) en comparaison avec la main de son époux

En cas de carence légère, une personne peut se sentir fatiguée et avoir une anémie.
En cas de carence modérée, une douleur à la langue peut survenir ainsi que des symptômes neurologiques, y compris des sensations anormales telles que des picotements.
Une carence sévère peut inclure des symptômes d'une insuffisance cardiaque ainsi que des symptômes neurologiques plus graves, notamment des modifications des réflexes, une diminution de la force musculaire, des problèmes de mémoire, une diminution du goût, une diminution du niveau de conscience ou une psychose Une infertilité peut survenir,.
Il existe un risque accru d'infarctus du myocarde et d'accident vasculaire cérébral
Chez les jeunes enfants, les symptômes comprennent un retard de croissance staturo-pondérale et des difficultés de mouvement. Sans traitement précoce, certains de ces symptômes peuvent être permanents.
Une hyperhomocystéinémie, la vitamine B12 insuffisante ne pouvant plus catalyser l'homocystéine en méthionine, ce qui augmente le risque cardiovasculaire (thrombose), de maladies neuropsychiatriques et de fractures. L'hyperhomocystéinémie est particulièrement préoccupante dans les projets de grossesse car augmentant le risque de fausse couche, de naissance prématurée, de prééclampsie, de faible poids à la naissance, de malformations du tube neural, de pied bot, etc. L'enfant né et allaité par une mère carencée en vitamine B12 présente un retard de croissance, une hypotonie, une somnolence, une anorexie (plus ou moins réversibles après complémentation, selon les cas) ;

## Causes
Les causes sont classées comme une  diminution de l'absorption de la vitamine B 12 par l'estomac ou les intestins, un apport insuffisant ou des besoins accrus.
Une diminution de l'absorption peut être due à une anémie pernicieuse d'origine auto-immune, une maladie cœliaque, une gastrectomie, une pancréatite, à une parasitose intestinale, à une maladie inflammatoire chronique de l'intestin (maladie de Crohn), à certains médicaments et à certains troubles génétiques. Les médicaments susceptibles de diminuer l'absorption comprennent les  inhibiteurs de la pompe à protons (par une mauvaise dissociation de la vitamine B12 et de ses protéines porteuses dans l'estomac, dépendante d'un pH acide,., les  antihistaminiques H2 et la metformine.
Une diminution de l'apport peut survenir chez les végétariens, les flexitariens, les personnes souffrant de malnutrition et les personnes âgées,. Les personnes qui suivent un régime végétalien, végan ou macrobiotique strict sont particulièrement exposées à des insuffisances d’apport en vitamine B12,,.
Des besoins accrus se produisent chez les personnes vivant avec le VIH/SIDA et chez celles dont la durée de vie des globules rouges est raccourcie.
Le protoxyde d'azote, utilisé comme anesthésique et comme substance récréative, peut oxyder la cob(1)alamine en cob(3)alamine, causant ainsi un déficit fonctionnel en vitamine B12.
Beaucoup plus rarement, la carence peut être due à un défaut congénital (déficit en transcobalamine II, transport plasmatique de la B12) ou à une anomalie héréditaire du métabolisme héréditaire intracellulaire des cobalamines.
Un déficit en B12 concernant uniquement le système nerveux central, sans manifestation hématologique, est possible et est associé à des auto-anticorps ciblant le récepteur à la transcobolamine (CD320).

## Diagnostic

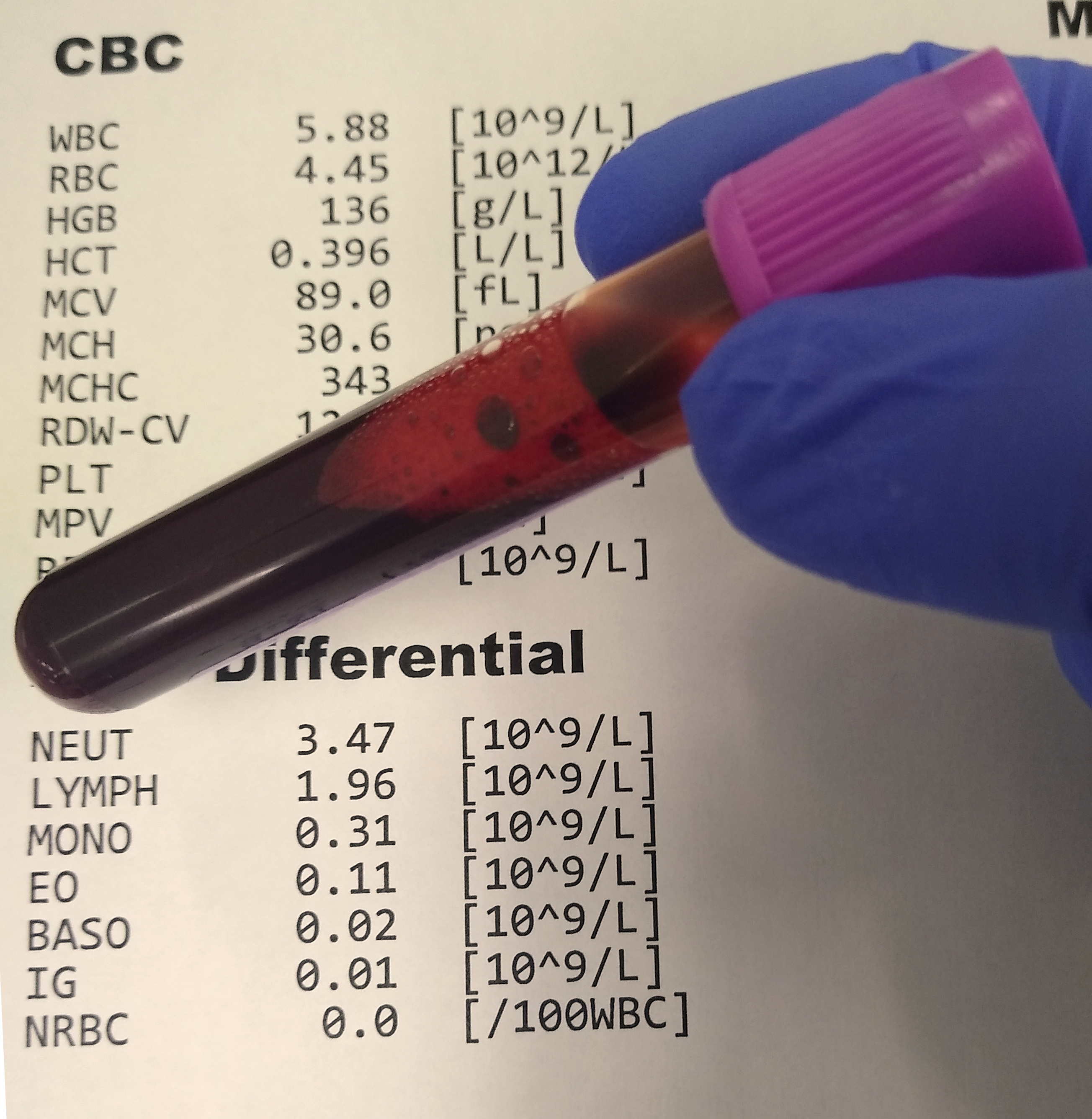
Tests sanguins.

Le diagnostic est généralement basé sur des taux sanguins de vitamine B 12 inférieurs à 120–180 pmol/L (170 à 250 pg/mL) chez les adultes, des niveaux élevés d'acide méthylmalonique peuvent également indiquer une carence. Un type d'anémie connu sous le nom d'anémie mégaloblastique est souvent mais pas toujours présent.
Le dosage peut s'effectuer par une technique dite de « competitive-binding luminescence » mais cette dernière est incapable de détecter certains cas de vrai déficit, probablement en raison de problèmes d'interférences avec le facteur intrinsèque fixé sur la cobalamine. Les méthodes microbiologiques confondent les analogues et la vitamine B12. Cela fausse les résultats des dosages chez les végétaliens qui consomment des aliments contenant des analogues, comme les algues par exemple.
Le dosage de la protéine porteuse, la transcobalamine, ou plus précisément, la fraction de cette protéine fixée à la vitamine (holotranscobalamine), peut également s'effectuer, mais cette technique n'est pas disponible partout.
Les taux d'acide méthylmalonique (dosage remboursé sur prescription, en France) et d'homocystéine sont presque constamment élevés en cas de déficit en cobalamine et sont donc de bons indicateurs. L'élévation de la concentration sanguine en homocystéine est cependant moins spécifique puisqu'elle peut se voir dans d'autres maladies. Cependant, des taux élevés d'acide méthylmalonique peuvent également être causés par une acidémie méthylmalonique. Si des taux élevés d'acide méthylmalonique s'accompagnent en outre de taux élevés d'acide malonique, cela peut indiquer une maladie métabolique habituellement négligée, l'acidurie combinée malonique et méthylmalonique (CMAMMA).

## Traitement

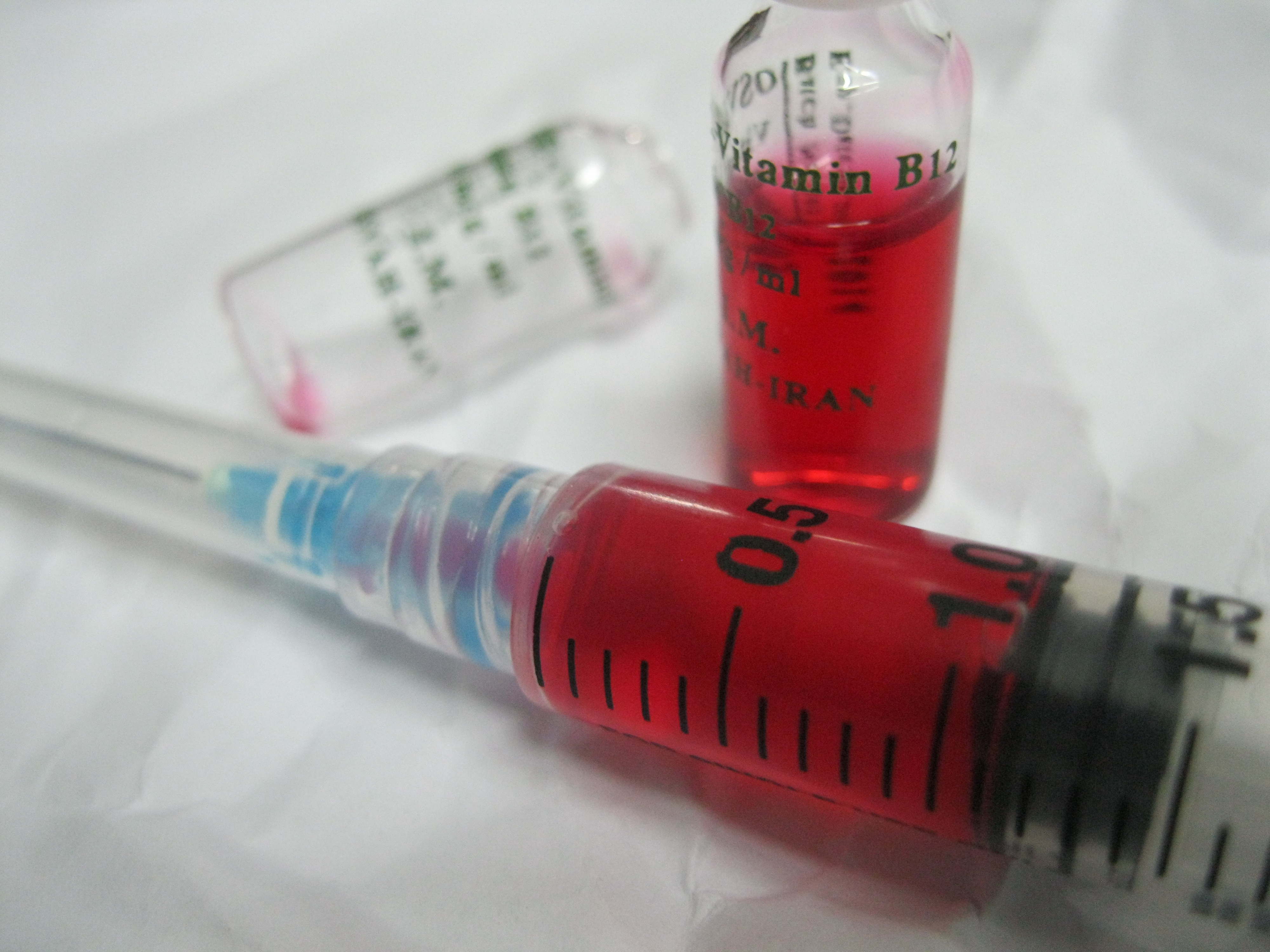
Vitamine B12 injectable, prête à l'emploi.

Le traitement consiste à administrer de la vitamine B 12 par voie orale ou par injection (surtout si la cause est une malabsorption, initialement à des doses quotidiennes élevées, suivies de doses plus faibles et moins fréquentes au fur et à mesure que l'état s'améliore. Si une cause réversible est trouvée, elle doit être corrigée si possible. Dans les autres cas l'administration de vitamine B 12 à vie est généralement recommandée.
Dans le cas d'un patient sous metformine, outre la supplémentation vitaminique, l'adjonction de calcium aide à la correction du déficit.
La carence en vitamine B 12 est évitable avec des suppléments contenant de la vitamine. La complémentation est recommandée par le Ministère de la Santé (France) aux personnes suivant un régime végétalien, végétarien, flexitarien, ainsi qu'aux personnes à partir de 50 ans. Le risque de toxicité dû à la vitamine B 12 est faible.

## Épidémiologie
La carence nutritionnelle pure (avitaminose) en vitamine B12 est considérée comme rare chez l'adulte (moins de 0,1 %) (presque exclusivement chez des végétaliens stricts), mais une déficience plus modérée est présente chez les personnes âgées (plus de 12 % des personnes âgées dans une étude de Framingham,).
Selon la définition retenue du « déficit » en vitamine B12, dans la population générale, ce déficit varie de 5 à 60 %, en augmentant avec l'âge et dans les pays en développement.
Aux États-Unis, selon Tucker et al., le taux plasmatique en B12 dépend du régime alimentaire indépendamment de l'âge. La prise de suppléments, de céréales enrichies et de produits laitiers semblent protéger d'un déficit en B12.
Aux États-Unis et au Royaume-Uni, on estime que la carence en vitamine B 12 touche environ 6 % des personnes de moins de 60 ans et 20 % des personnes de plus de 60 ans. En Amérique latine, on estime qu'environ 40 % de la population est touchée, et cela peut atteindre 80 % dans certaines parties de l'Afrique et de l'Asie.